# Hamílton Hênio Ferreira Calheiros
Hamílton Hênio Ferreira Calheiros mais conhecido como Hamílton (Murici, 26 de junho de 1980), é um ex-futebolista brasileiro naturalizado togolês, que atuava na posição de volante.

## Carreira
De 2001 à 2005 Hamilton defendeu o Sergipe, no qual é considerado um jogador notável, pela sua força, velocidade, qualidade de marcação e passe, deste modo tornando-se cada vez mais conhecido se transferiu para um mercado maior, a partir de 2006 defendeu as cores do Sport time que até então disputava o Campeonato Brasileiro de Futebol - Série B.
Antes disso disputava o Campeonato Pernambucano. Foi logo o destaque da equipe rubro-negra, conquistando o título pernambucano e o acesso à Primeira Divisão Brasileira como vice campeão, atrás apenas do Atlético-MG.
Teve uma saída conturbada da Ilha do Retiro e transferiu-se para o Ankaraspor, da Turquia. Dois anos depois, acertou por um ano com o rival rubro-negro estadual, o Náutico. Novamente mostrou serviço e foi uma das peças-chave do treinador Roberto Fernandes na campanha que evitou o rebaixamento do clube à Série B. Porém, o jogador teve outra saída conturbada em um time. Alegando um problema no joelho, o jogador não viajou com o clube para a cidade de Santos, em São Paulo. Sem algo encontrado em sua perna, Hamílton logo em seguida foi desligado do clube.
Tentando apagar a imagem controversa feita pelos torcedores de Pernambuco, Hamílton ganhou uma nova chance. Novamente atuou no Sport, e disputou a Taça Santander Libertadores, torneio continental da América do Sul. Desta forma, foi o primeiro jogador de nacionalidade togolesa na história deste evento desportivo.
De 2011 a 2012, o volante vestiu a camisa do Sport. Em 2013, se transferiu para o ABC.
Em julho de 2013, acertou com o Ceará. Foi dispensado no final de agosto, obteve seu contrato rescindido, por causa de uma série de lesões que atrapalharam seu empenho no Ceará.

### Carreira internacional
Hamílton foi naturalizado togolês em 2003 através do Toninho Dumas, que era o treinador do Togo à época. Naquele ano, Hamilton ganhou o Campeonato Sergipano com o Club Sportivo Sergipe e Dumas falou com o presidente da Federação Togolesa de Futebol, que aceitasse a sua convocação.
Hamílton estreou pela Seleção Togolesa de Futebol no dia 11 de outubro de 2003, em um jogo contra a Guiné Equatorial pelas Eliminatórias da África para a Copa do Mundo de 2006, em Malabo. Nesse dia 'Les Éperviers' (a alcunha da Seleção Togolesa de Futebol) perderam por 1–0. Hamílton não pôde jogar o segundo jogo, porque lembrou-se de que havia deixado o passaporte com a Federação.
No início de 2004, quando Dumas foi demitido da Seleçâo Togolesa, Hamílton e os outros jogadores nascidos no Brasil que jogavam na seleção togolesa não foram mais convocados.
Em 10 de julho de 2009, foi noticiado que a Federação Togolesa de Futebol poderia retomar as conversações com Hamilton para que ele jogue novamente pela seleção após quase 6 anos.
Finalmente, Hamílton aceitou regressar ao elenco togolês e imediatamente foi incluído na lista dos jogadores chamados para um jogo amistoso contra Angola em 12 de agosto de 2009. Mas ele não pôde ir, porque dias antes, teve um problema de indisciplina durante uma partida do Campeonato Brasileiro de Futebol entre o seu clube Sport, e o Palmeiras.
Hamilton estaria presente para as Eliminatórias da Copa do Mundo FIFA de 2010 contra Marrocos em 6 de setembro de 2009. No entanto, ele não foi liberado pelo Sport, devido ao fato de que a Federação Togolesa não enviou ao clube pernambucano uma notificação correspondente.
A Seleção Togolesa voltou a chamar Hamilton para as Eliminatórias da Copa do Mundo FIFA de 2010 contra Camarões em 10 de outubro de 2009.

## Títulos
Sergipe
- Campeonato Sergipano - 2003

Sport
- Campeonato Pernambucano - 2006, 2009

## Prêmios individuais
- Seleção do Campeonato Pernambucano de Futebol: 2012